# Угода про асоціацію між Молдовою та Європейським Союзом
Угода про асоціацію між Молдовою та ЄС — договір між Європейським Союзом (ЄС) та Молдовою, який встановлює політичну і економічну асоціацію між сторонами. Сторони погодилися співпрацювати і пристосовувати економічну політику, законодавство і регулювання в широкому діапазоні областей, включаючи рівні права для працівників, обмін інформацією та персоналом у сфері правосуддя, модернізацію енергетичної інфраструктури Молдови, а також доступ до Європейського інвестиційного банку. Сторони погодилися на регулярні зустрічі на вищому рівні, зустрічі між міністрами, а також іншими посадовими особами та експертами.
Угода зобов'язує Молдову до економічних, судових і фінансових реформ та пристосування до політики і законодавства Європейського Союзу.

## Історія
Угода про асоціацію з Європейським Союзом була парафована 29 листопада 2013 року у Брюсселі. Вона була підписана 27 червня 2014 і почала діяти з 1 вересня того ж року. Угода офіційно набуде чинності після ратифікації всіма сторонами (31).

Країни-члени ЄС та Молдова
Країни, які завершили процес ратифікації Угоди

## Ратифікація
| Сторона         | Дата                     | Орган                | За       | Проти    | Утрималися | Повідомлення    | Посилання            |
| --------------- | ------------------------ | -------------------- | -------- | -------- | ---------- | --------------- | -------------------- |
| Австрія         | 08 липня 2015            | Національрат         | Схвалено | Схвалено | Схвалено   | 28 серпня 2015  | [ 2 ]                |
| Австрія         | 23 липня 2015            | Бундесрат            | Схвалено | Схвалено | Схвалено   | 28 серпня 2015  | [ 2 ]                |
| Австрія         |                          | Президент            | Схвалено | Схвалено | Схвалено   | 28 серпня 2015  |                      |
| Бельгія         | 23 квітня 2015           | Палата представників | 102      | 17       | 19         | 1 лютого 2016   | [ 3 ] [ 4 ]          |
| Бельгія         | Монарх                   |                      |          |          |            | 1 лютого 2016   |                      |
| Болгарія        | 24 липня 2014            | Народні збори        | 90       | 2        | 1          | 9 вересня 2014  | [ 5 ]                |
| Болгарія        | 28 липня 2014            | Президент            | Схвалено | Схвалено | Схвалено   | 9 вересня 2014  | [ 6 ]                |
| Велика Британія | 23 лютого 2015           | Палата громад        | Схвалено | Схвалено | Схвалено   | 8 квітня 2015   | [ 7 ]                |
| Велика Британія | 9 березня 2015           | Палата лордів        | Схвалено | Схвалено | Схвалено   | 8 квітня 2015   | [ 8 ]                |
| Велика Британія | 19 березня 2015          | Монарх               | Схвалено | Схвалено | Схвалено   | 8 квітня 2015   | [ 9 ]                |
| Греція          |                          | Парламент            |          |          |            | 14 грудня 2015  |                      |
| Греція          | Президент                |                      |          |          |            |                 |                      |
| Данія           | 18 грудня 2014           | Фолькетінг           | 102      | 8        | 0          | 18 лютого 2015  | [ 10 ]               |
| Естонія         | 4 листопада 2014         | Рійгікогу            | 65       | 1        | 0          | 12 січня 2015   | [ 11 ] [ 12 ]        |
| Естонія         | 13 листопада 2014        | Президент            | Схвалено | Схвалено | Схвалено   | 12 січня 2015   | [ 13 ]               |
| Євратом         |                          |                      |          |          |            | 19 квітня 2015  |                      |
| Євросоюз        | 16 вересня 2014          | Європарламент        | 535      | 127      | 35         | 23 травня 2015  | [ 14 ]               |
| Євросоюз        | Рада Європейського Союзу |                      |          |          |            | 23 травня 2015  |                      |
| Ірландія        | 27 січня 2015            | Дойл Ерен            | 58       | 19       | 0          | 17 квітня 2015  | [ 15 ]               |
| Іспанія         | 19 лютого 2015           | Конгрес депутатів    | 296      | 1        | 12         | 28 липня 2015   | [ 16 ]               |
| Іспанія         | 15 квітня 2015           | Сенат                | Схвалено | Схвалено | Схвалено   | 28 липня 2015   | [ 17 ] [ 18 ]        |
| Іспанія         |                          | Монарх               | Схвалено | Схвалено | Схвалено   | 28 липня 2015   |                      |
| Італія          |                          | Палата депутатів     |          |          |            | 3 лютого 2016   |                      |
| Італія          | Сенат                    |                      |          |          |            | 3 лютого 2016   |                      |
| Італія          | Президент                |                      |          |          |            | 3 лютого 2016   |                      |
| Кіпр            | 7 травня 2015            | Парламент            | Схвалено | Схвалено | Схвалено   | 18 серпня 2015  | [ 19 ]               |
| Кіпр            | 22 травня 2015           | Президент            | Схвалено | Схвалено | Схвалено   | 18 серпня 2015  | [ 20 ]               |
| Латвія          | 14 липня 2014            | Сейм                 | 79       | 0        | 0          | 31 липня 2014   | [ 21 ] [ 22 ]        |
| Латвія          | 18 липня 2014            | Президент            | Схвалено | Схвалено | Схвалено   | 31 липня 2014   | [ 23 ]               |
| Литва           | 8 липня 2014             | Сейм                 | 87       | 0        | 1          | 29 липня 2014   | [ 24 ] [ 25 ]        |
| Литва           | 11 липня 2014            | Президент            | Схвалено | Схвалено | Схвалено   | 29 липня 2014   | [ 26 ]               |
| Люксембург      | 18 березня 2015          | Палата депутатів     | 52       | 2        | 3          | 12 травня 2015  | [ 27 ]               |
| Люксембург      | 12 квітня 2015           | Великий герцог       | Схвалено | Схвалено | Схвалено   | 12 травня 2015  | [ 28 ]               |
| Мальта          | 21 серпня 2014           | Парламент            | Схвалено | Схвалено | Схвалено   | 29 серпня 2014  | [ 29 ] [ 30 ] [ 31 ] |
| Молдова         | 8 липня 2014             | Парламент            | 59       | 4        | 0          | 23 липня 2014   | [ 32 ] [ 33 ]        |
| Молдова         | 8 липня 2014             | Президент            | Схвалено | Схвалено | Схвалено   | 23 липня 2014   | [ 34 ]               |
| Нідерланди      | 7 квітня 2015            | Палата представників | Схвалено | Схвалено | Схвалено   | 21 вересня 2015 | [ 35 ]               |
| Нідерланди      | 7 липня 2015             | Сенат                | Схвалено | Схвалено | Схвалено   | 21 вересня 2015 | [ 35 ]               |
| Нідерланди      | 8 липня 2015             | Монарх               | Схвалено | Схвалено | Схвалено   | 21 вересня 2015 | [ 35 ]               |
| Німеччина       | 8 травня 2015            | Бундесрат            | Схвалено | Схвалено | Схвалено   | 22 липня 2015   | [ 36 ] [ 37 ]        |
| Німеччина       | 26 березня 2015          | Бундестаг            | 567      | 64       | 0          | 22 липня 2015   | [ 38 ]               |
| Німеччина       | 27 травня 2015           | Президент            | Схвалено | Схвалено | Схвалено   | 22 липня 2015   | [ 39 ]               |
| Польща          | 28 листопада 2014        | Сейм                 | 427      | 1        | 0          | 24 березня 2015 | [ 40 ] [ 41 ]        |
| Польща          | 4 грудня 2014            | Сенат                | 76       | 0        | 0          | 24 березня 2015 | [ 42 ]               |
| Польща          | 2 березня 2015           | Президент            | Схвалено | Схвалено | Схвалено   | 24 березня 2015 | [ 43 ]               |
| Португалія      | 20 березня 2015          | Асамблея республіки  | 206      | 16       | 8          | 13 травня 2015  | [ 44 ]               |
| Португалія      | 23 квітня 2015           | Президент            | Схвалено | Схвалено | Схвалено   | 13 травня 2015  | [ 45 ]               |
| Румунія         | 2 липня 2014             | Палата депутатів     | 293      | 0        | 0          | 14 липня 2014   | [ 46 ]               |
| Румунія         | 3 липня 2014             | Сенат                | 113      | 1        | 1          | 14 липня 2014   | [ 47 ]               |
| Румунія         | 9 липня 2014             | Президент            | Схвалено | Схвалено | Схвалено   | 14 липня 2014   | [ 48 ]               |
| Словаччина      | 24 вересня 2014          | Народна рада         | 132      | 0        | 2          | 21 жовтня 2014  | [ 49 ] [ 50 ]        |
| Словаччина      | 16 жовтня 2014           | Президент            | Схвалено | Схвалено | Схвалено   | 21 жовтня 2014  | [ 51 ]               |
| Словенія        |                          | Державні збори       |          |          |            | 27 липня 2015   |                      |
| Словенія        |                          | Президент            | Схвалено | Схвалено | Схвалено   | 27 липня 2015   |                      |
| Угорщина        | 26 листопада 2014        | Парламент            | 139      | 5        | 0          | 7 квітня 2015   | [ 52 ]               |
| Угорщина        | 5 грудня 2014            | Президент            | Схвалено | Схвалено | Схвалено   | 7 квітня 2015   | [ 53 ]               |
| Фінляндія       | 10 березня 2015          | Едускунта            | Схвалено | Схвалено | Схвалено   | 6 травня 2015   | [ 54 ]               |
| Фінляндія       | 24 квітня 2015           | Президент            | Схвалено | Схвалено | Схвалено   | 6 травня 2015   | [ 55 ]               |
| Франція         |                          | Національна асамблея |          |          |            | 3 липня 2015    |                      |
| Франція         | 7 травня 2015            | Сенат                | Схвалено | Схвалено | Схвалено   | 3 липня 2015    | [ 56 ]               |
| Франція         |                          | Президент            | Схвалено | Схвалено | Схвалено   | 3 липня 2015    |                      |
| Хорватія        | 12 грудня 2014           | Сабор                | 118      | 0        | 0          | 24 березня 2015 | [ 57 ]               |
| Хорватія        | 18 грудня 2014           | Президент            | Схвалено | Схвалено | Схвалено   | 24 березня 2015 | [ 58 ]               |
| Чехія           |                          | Палата депутатів     |          |          |            | 12 червня 2015  | [ 59 ]               |
| Чехія           | 10 грудня 2014           | Сенат                | 52       | 3        | 12         | 12 червня 2015  | [ 60 ]               |
| Чехія           |                          | Президент            | Схвалено | Схвалено | Схвалено   | 12 червня 2015  |                      |
| Швеція          | 26 листопада 2014        | Риксдаг              | 255      | 44       | 0          | 9 січня 2015    | [ 61 ]               |